# Microrregión del Medio Oeste
La microrregión del Medio Oeste es una de las microrregiones del estado brasileño del Río Grande del Norte perteneciente a la mesorregión Oeste Potiguar. Su población fue estimada en 2006 por el IBGE en 38.972 habitantes y está dividida en seis municipios. Posee un área total de 2.898,325 km².

## Municipios
- Augusto Severo
- Janduís
- Messias Targino
- Paraú
- Triunfo Potiguar
- Upanema

- Datos: Q2509576